# Aeroportul Branson
Aeroportul Branson (IATA: BKG, ICAO: KBBG, FAA LID: BBG) este un aeroport din Missouri, Statele Unite ale Americii ce deservește zona Branson⁠(d). Aeroportul a fost tranzitat în 2019 de 51.166 de pasageri. A fost deschis în 2009 și numit după zona deservită.
Situat la o altitudine de 397 m, aeroportul dispune de 1 pistă.

## Infrastructură

### Piste
Aeroportul dispune de o singură pistă. Pista 14/32 are suprafața de beton și dimensiunile 7.140 picioare × 150 picioare. 